# 鉛銭
鉛銭（なまりせん、えんせん）とは、鉛を原料として鋳造された銭貨である。

## 概要
本来、非常に柔らかい物質である鉛は貨幣を製造するのに適している素材ではない。しかし、戦乱や銅山の衰退など何らかの影響で本来の銭貨の材料である銅（銅銭）を生産することが難しくなると、鉄銭や鉛銭などの発行に至った。日本では、平安遷都後の皇朝十二銭は、鉛が大部分を占め、粗悪で銭文が読みにくいものが多くなった。
鉛銭の製造は、鉛の産出量にも関係している。例として、宮城県の細倉鉱山では鉛が多く産出されたため、細倉当百の鋳造を行った。
また、通常の銅銭にも鉛を比較的多く含むものも存在しており、寛永通宝にもみられる。そのような銭貨は色が赤みを帯びるため、「赤銭」と呼ばれる。天保通宝に関しては銅78%、鉛12%、錫10%との品位規定があった（明治の造幣局の分析では多少異なる。具体的には天保通宝参照）。丁銀・豆板銀に含まれる銀以外の雑分や、小判・一分金などの江戸時代の金貨に含まれる金・銀以外の雑分にも鉛は少量含まれている。他にも地方貨幣では、銅山至宝なども銅主体ながら鉛分の多い金質となっている。
銭貨ではないが、硬貨の試作（試打）に鉛など流通用の素材ではないものを利用する場合がある。

## 歴史
鉛銭は、古いものでは五代十国時代の閩で鋳造された開元通宝に見られる。先述したように、皇朝十二銭にも見られる。
また、細倉当百や上州鉛切手銭など地方貨幣や民間発行の通貨、また私鋳銭にも見られる。

## 鉛銭、または鉛銭の存在が確認されている銭貨の一覧
- 開元通宝（一部）
- 延喜通宝
- 乾元大宝
- 五代十国時代の銭貨（一部）
- 以下の日本の地方貨幣
  - 細倉当百
  - 上州鉛切手銭
  - 生産局鉛銭